# Con tutto il cuore
Con tutto il cuore è un film del 2021 scritto, diretto ed interpretato da Vincenzo Salemme.

## Trama
Ottavio Camaldoli è un insegnante di greco e latino in un liceo classico. Brava persona, vive con suo figlio Gennaro dopo che la moglie è morta. Quando il boss del quartiere Antonio Carannante (detto il barbiere perché "prima ammazza, poi fa barba e capelli" ai suoi nemici) viene ucciso, la madre Carmela fa in modo che il suo cuore venga trapiantato all'uomo che lo vendicherà. Ma il cuore per un errore viene trapiantato al buon Ottavio, che non ne vuole sapere di trasformarsi in killer.
Il solo immaginarsi rispettato dalla comunità ed essere considerato il "nuovo barbiere", gli provoca sogni per metà gradevoli per metà incubi...
Quando Gennaro conosce Sara, la ragazzina del piano di sopra che gli chiede di giocare con lei a pallone, si troverà ad ascoltare i due e sarà compiaciuto nel sentir dire dal figlio che il suo papà è nient'altro che chi è sempre stato cioè un professore.

## Distribuzione
Il film è stato distribuito nelle sale cinematografiche italiane a partire dal 7 ottobre 2021.